# Rolfe Kent
Rolfe R. Kent (n. 18 de abril de 1963; St. Albans, Hertfordshire, Reino Unido) es un compositor inglés afincado en Estados Unidos. Candidato a los Globos de Oro y a los Premios Emmy. Ha compuesto la banda sonora de películas como Gun Shy (2000), About Schmidt (2004), Sideways (2004), Thank You for Smoking (2005), 17 Again (2008) y Up in the Air (2009).

## Biografía
Rolfe Kent nació en el año 1963 en St. Albans, Hertfordshire, Reino Unido. Nació en una familia en la que ningún miembro se dedicaba a la música, pero él a la temprana edad de 12 años se dio cuenta de que quería dedicarse a la composición de bandas sonoras de películas. Acudió a la St. Albans School y en el año 1986 se licenció en psicología en la Universidad de Leeds. Después de graduarse se mudó a Londres para concentrarse en su faceta de compositor. Actualmente Rolfe Kent reside en la ciudad de Los Ángeles, California, Estados Unidos.

## Filmografía
- Filmografía destacada.[3]

| Año  | Película                              |
| ---- | ------------------------------------- |
| 1999 | Election                              |
| 2000 | Gun Shy                               |
| 2000 | Nurse Betty                           |
| 2001 | Kate and Leopold                      |
| 2001 | Legally Blonde                        |
| 2002 | About Schmidt                         |
| 2003 | Legally Blonde 2: Red, White & Blonde |
| 2004 | Sideways                              |
| 2004 | Mean Girls                            |
| 2005 | Wedding Crashers                      |
| 2005 | Thank You for Smoking                 |
| 2005 | Just Like Heaven                      |
| 2006 | Failure to Launch                     |
| 2006 | Dexter (TV)                           |
| 2007 | Reign Over Me                         |
| 2008 | The Lucky Ones                        |
| 2009 | 17 Again                              |
| 2009 | Up in the Air                         |
| 2009 | The Men Who Stare at Goats            |
| 2010 | Killers                               |
| 2010 | Charlie St. Cloud                     |
| 2011 | Mr. Popper's Penguins                 |
| 2013 | Labor Day                             |
| 2025 | Everything's Going to Be Great        |

## Premios
Globos de Oro
| Año  | Categoría          | Película | Resultado |
| ---- | ------------------ | -------- | --------- |
| 2005 | Mejor banda sonora | Sideways | Candidato |

Emmy
| Año  | Categoría            | Película | Resultado |
| ---- | -------------------- | -------- | --------- |
| 2006 | Mejor tema principal | Dexter   | Candidato |

Satellite Awards
| Año  | Categoría          | Película       | Resultado |
| ---- | ------------------ | -------------- | --------- |
| 2009 | Mejor banda sonora | Up in the Air  | Ganador   |
| 2002 | Mejor banda sonora | Legally Blonde | Candidato |